# Новосёлки (Вышгородский район)
Новосёлки (укр. Новосілки) — село, входит в Вышгородский район Киевской области Украины.
Население по переписи 2001 года составляло 567 человек.

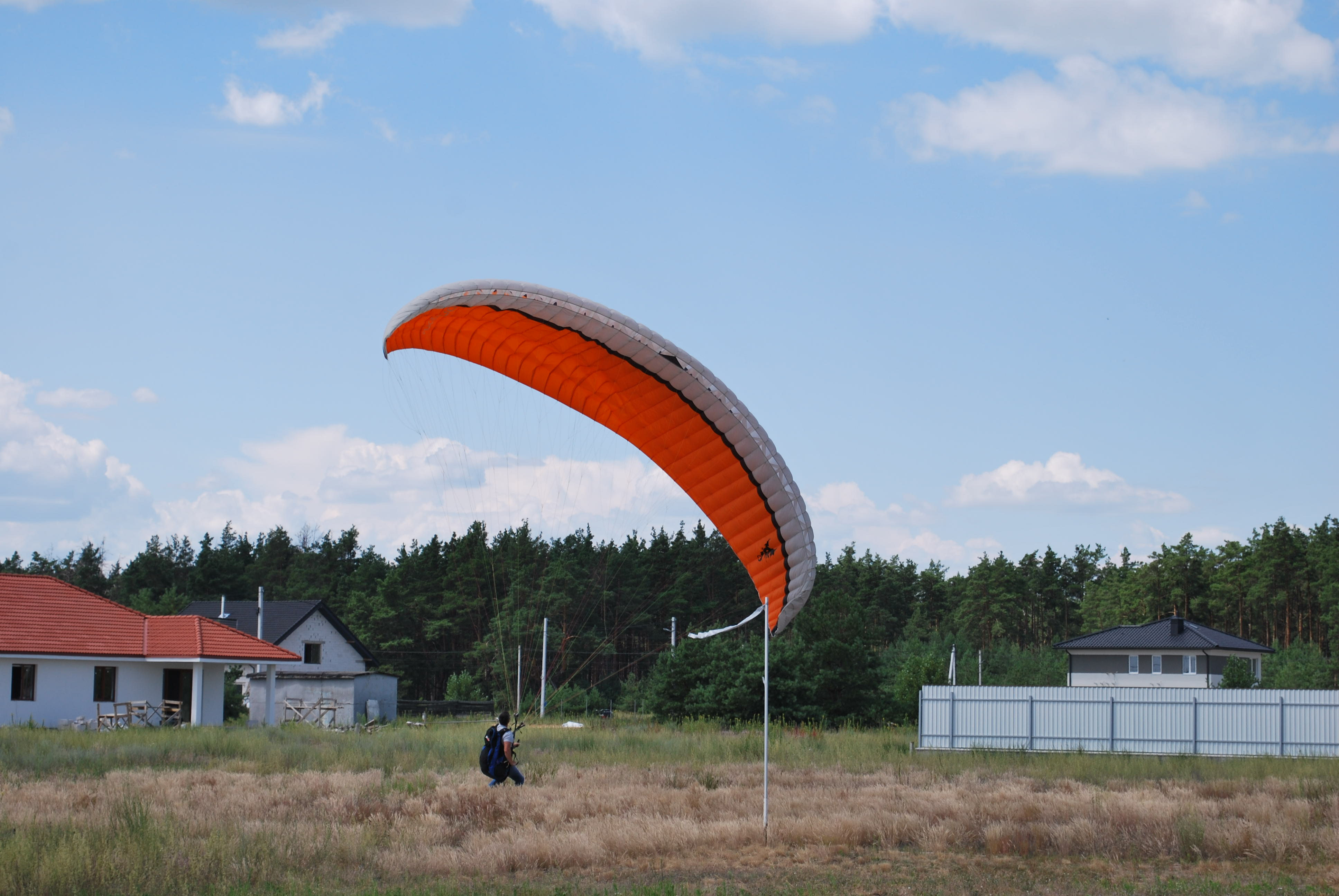

В селе имеются базы отдыха и коттеджи. Действуют православная церковь,школа, амбулатория, библиотека, клуб и несколько магазинов.

## Местный совет
Село Новосёлки — административный центр Новосёлковского сельского совета.
Адрес местного совета: 07362, Киевская обл., Вышгородский р-н, с. Новосёлки, ул. Киевская, 50.

## История

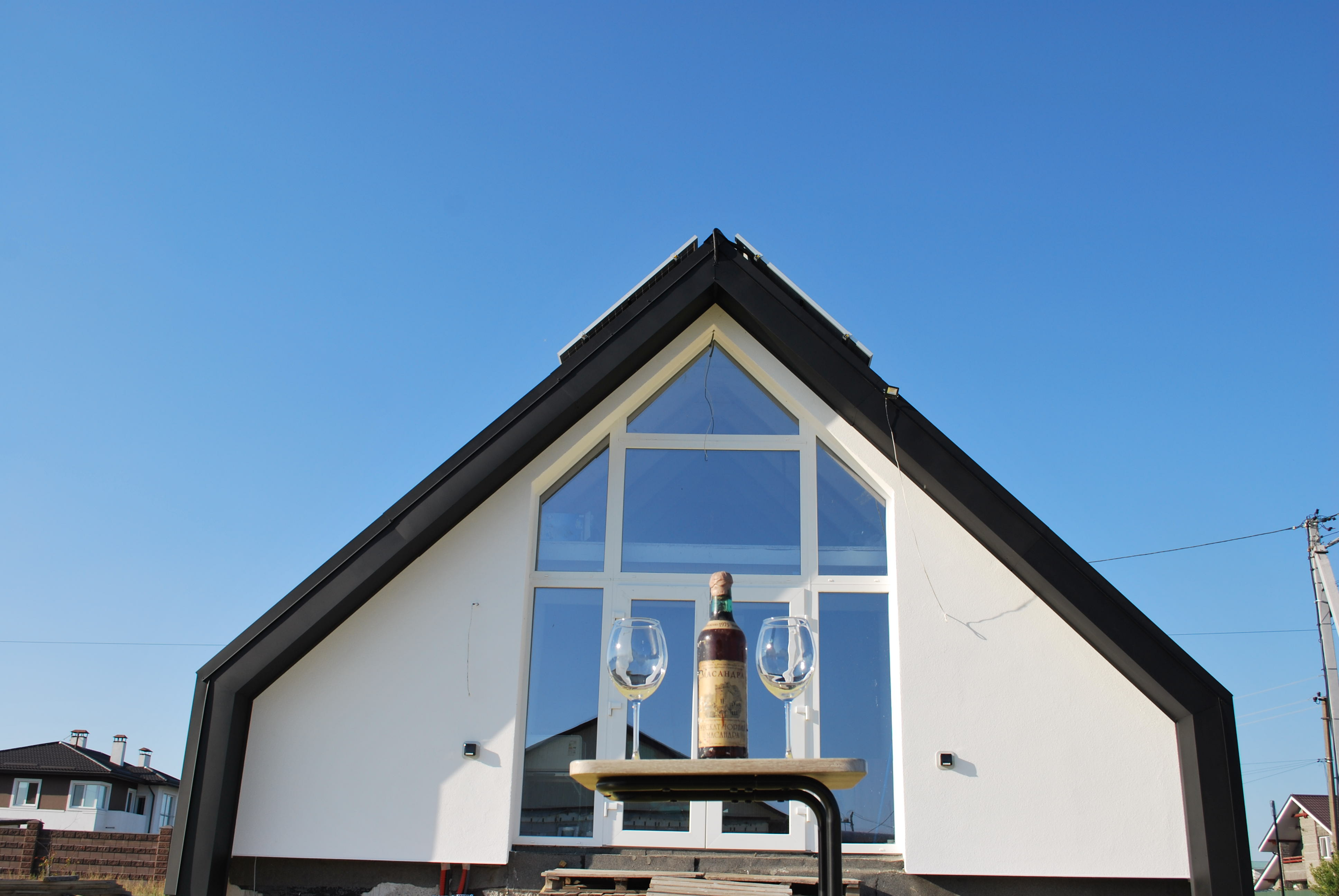

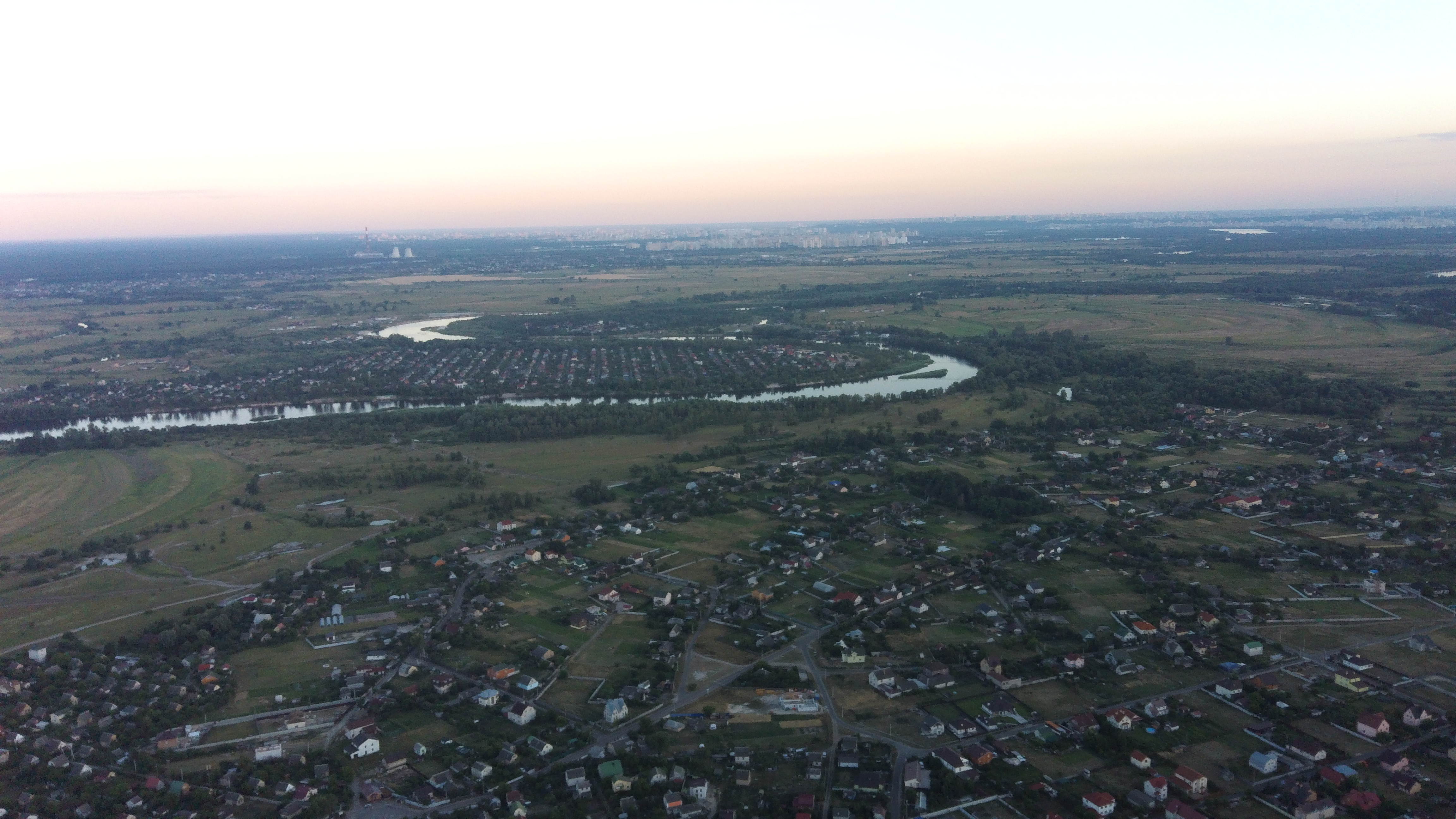

Вблизи Новосёлок обнаружены остатки поселения эпохи неолита (4 — начало 3 тыс. до н. э.).
Это место для жизни люди выбирали с древнейших времён, а именно посёлок расположенный на территории легендарной Никольской Пустыни, куда на протяжении нескольких тысячелетий съезжались паломники из разных мест, чтобы поклониться помощнику христиан Святому Николаю Чудотворцу.
Этот посёлок начинает свою историю ещё с дохристианской эпохи, со времён правления княгини Ольги. Именно великая княгиня Ольга, которая жила тогда в Вышгороде, основала в 947 году в невероятно живописной местности посёлок Ольжичи. В то время Ольга ещё была язычницей, как и первые жители этого поселения. Этот факт подтверждают археологические находки, сделанные в 1903 и 1975 годах. Так в 1909 году в 8 км от устья Десны был найден 20 метровый ствол дуба, в который были вставлены 4 клыка дикого вепря, что дало археологам повод считать дерево ритуальным. Поздние же находки подтвердили, что на том же месте в 957 году, пока Ольга не приняла христианство, рос священный лес с вековыми дубами и жили язычники, которые поклонялись величию дуба, силе дикого вепря и воды.
Когда княгиня Ольга стала христианкой, она не покинула свои Ольжичи, а основала там один из первых христианских храмов, поместив в нём великую святыню, привезённую из Византии — образ Святителя Николая, который в дальнейшем и решил судьбу этой местности, которая получила название Никольская Пустынь и стала местом поклонения православных христиан.
Возникновение села Новоселки относится к XIII веку. Когда князем Мстиславом был сожжен «город Ольжичи», то жители его на одном из песчаных холмов заложили на опушке новое село, которое и получило название Новоселки.

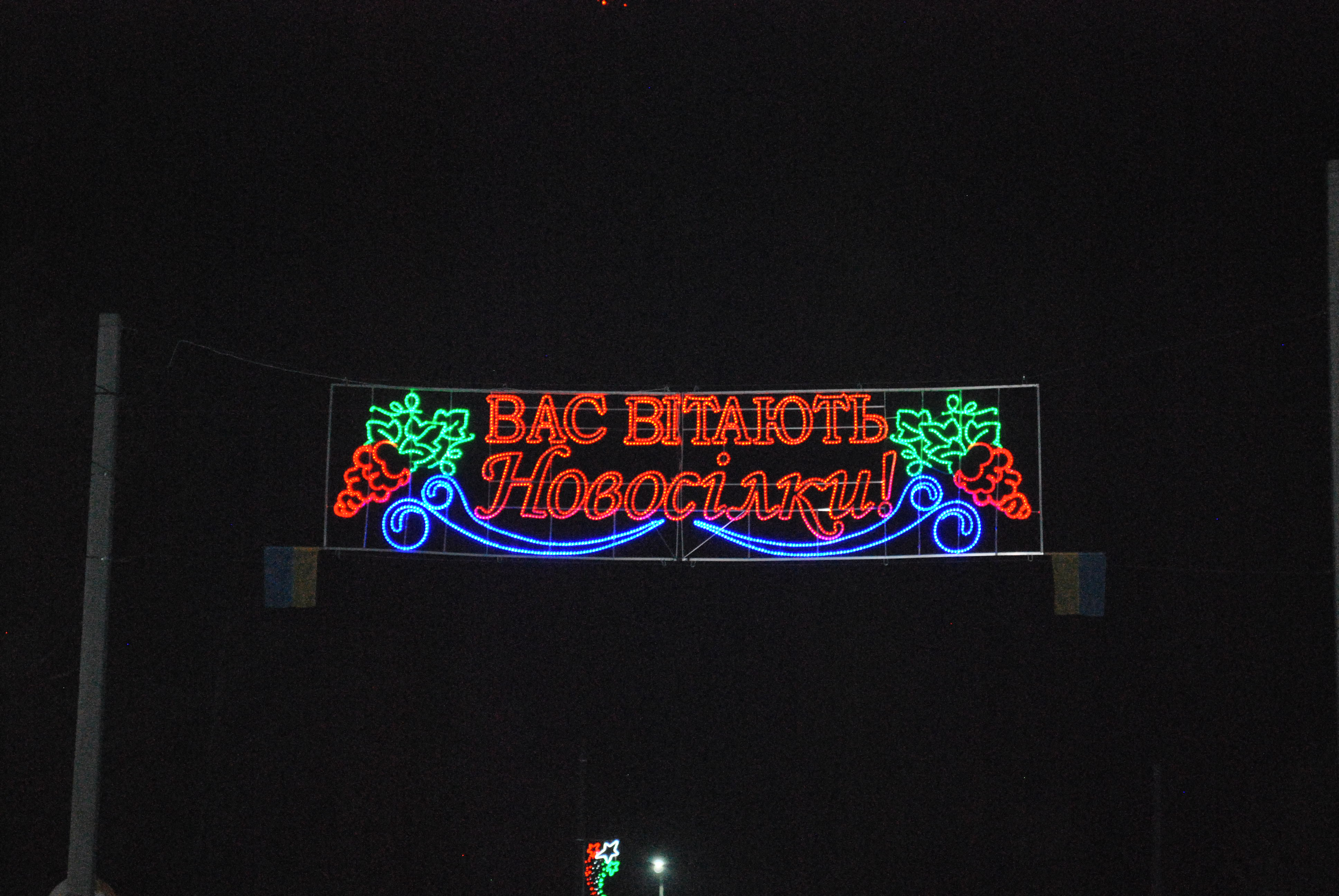

Впервые село Новоселки упоминается по переписи 1465 года, а при переписи 1593 года уже упоминаются как деревня, которая платила дань Киево-Печерской Лавре за пользование придесенськимы угодьями. Киево-Печерская Лавра в то время владела всеми крупными озёрами в пойме рек Днепр и Десна. Только в 1917 году эти владения были отменены. Основным занятием жителей было рыболовство и охота.
С 1802 село Новоселки входило в состав Остерского уезда Черниговской губернии.
При временной немецко-фашистской оккупации в Новоселках действовала подпольная группа, организаторами которой были Ф. М. Пендюра и Т. К. Дорошенко. В феврале 1943 года гитлеровцы наткнулись на её след и арестовали 17 членов группы. Все они были зверски убиты, среди них пионеры Соня и Леня Стукачи.